# Aram Mp3
Aram Mp3, уроджений Ара́м Саркіся́н (вірм. Արամ Սարգսյան; нар. 5 квітня 1984 року, Єреван, СРСР) — вірменський співак, актор, комедіант. Представляв Вірменію на Євробаченні 2014 у Копенгагені, Данія з піснею «Not Alone», зайняв 4 місце.